# IJslands onafhankelijkheidsreferendum 1918
Het referendum over de vraag of IJsland een personele unie met Denemarken moest aangaan werd gehouden op 19 oktober 1918. Kiezers werd gevraagd of ze akkoord gingen met het besluit, dat zou zorgen dat IJsland een onafhankelijk koninkrijk werd onder de Deense kroon. Dit besluit zou het een onafhankelijke staat maken in een personele unie met Denemarken. Het besluit werd goedgekeurd met 92,6% van stemmen.

## Resultaten
| Keuze                  | Stemmen | %     |
| ---------------------- | ------- | ----- |
| Voor                   | 12.411  | 92,6% |
| Tegen                  | 999     | 7,4%  |
| Ongeldig/blanco        | 243     | -     |
| Totaal                 | 13.653  | 100   |
| Geregistreerde kiezers | 31.134  |       |
| Opkomst                | 13.653  | 43,8% |